# LOST: Naufragiații
LOST: Naufragiații (titlu original în engleză: Lost) este un serial de televiziune american care urmărește viețile supraviețuitorilor unui accident aviatic pe o insulă tropicală misterioasă, undeva în Pacificul de Sud. Serialul a fost creat de Jeffrey Lieber, J. J. Abrams și Damon Lindelof și este filmat în principal în Hawaii. Episodul pilot a fost difuzat pe 22 septembrie 2004. În total, au fost difuzate 121 de episoade, împărțite în șase sezoane. Serialul este produs de ABC Television Studio (Touchstone Television), Bad Robot Productions și Grass Skirt Productions și a fost difuzat de rețeaua ABC în Statele Unite; în România și Moldova, a fost transmis de AXN. TVR 1 a difuzat primele două sezoane, apoi Prima TV a preluat serialul și a difuzat patru sezoane. Coloana sonoră este compusă de Michael Giacchino. Producătorii sunt J.J. Abrams, Damon Lindelof, Carlton Cuse, Jack Bender, Jeff Pinkner și Bryan Burk.
Lost a avut succes atât la critici, cât și la public, obținând o medie de 15,5 milioane de telespectatori pe episod pe canalul ABC și câștigând numeroase premii, inclusiv un premiu Emmy pentru cel mai bun serial dramatic al anului 2005.

## Producția

### Concepția
Serialul a intrat în faza de dezvoltare în ianuarie 2004, când Lloyd Braun, șeful ABC la momentul respectiv, a comandat un scenariu inițial bazat pe conceptul unei combinații între filmul Naufragiatul și reality-show-ul Supraviețuitorul. Nemulțumit de rezultat și de o corectură ulterioară a acestuia, Braun l-a contactat pe J.J. Abrams, creatorul serialului de televiziune Alias, cu scopul de a scrie un nou scenariu-pilot. Deși a ezitat inițial, Abrams s-a răzgândit și a colaborat în cele din urmă cu Damon Lindelof pentru a crea stilul și personajele serialului. Dezvoltarea serialului a fost constrânsă de termene-limită strânse, dat fiind că fusese comandat spre sfârșitul ciclului de dezvoltare pentru sezonul de toamnă al anului 2004. În timpului scurt pe care l-a avut la dispoziție, echipa de creație a rămas destul de flexibilă încât să modifice sau să creeze personaje care să se potrivească actorilor pe care dorea să-i distribuie. Episodul-pilot de 90 de minute al serialului a fost cel mai scump din istoria canalului de televiziune, costând, se pare, între 10 și 14 milioane de dolari, în condițiile în care costul mediu al unui episod-pilot de o oră era în 2005 de circa 4 milioane de dolari. Serialul, care a debutat pe 22 septembrie 2004, a devenit unul din cele mai mari succese critice și comerciale ale anului 2004. Alături de un alt nou serial, Neveste disperate, Lost a ajutat ABC să-și revină dintr-o perioadă de decădere. Cu toate acestea, chiar înaintea difuzării primului episod, Lloyd Braun a fost concediat de directorii companiei care deține ABC, Disney, pe motiv că permisese dezvoltarea unui proiect atât de costisitor și de riscant.

### Formatul episoadelor
Episoadele au o structură distinctă: după o recapitulare a evenimentelor relevante pentru firul narativ ulterior, episodul începe brusc, fără generic. Într-un moment dramatic, ecranul se înnegrește, iar grafica de titlu, puțin difuză, planează înspre privitor, însoțită de o muzică înfricoșătoare, discordantă. Genericele de început apar în general peste scenele următoare. Deși serialul urmărește un fir narativ general, fiecare episod relatează acțiunea în paralel cu evenimente de dinaintea prăbușirii, întâmplări relevante din viața unui anumit personaj. Majoritatea episoadelor se încheie printr-un final-surpriză, plin de suspans sau printr-o acțiune care își va găsi rezolvarea într-un episod ulterior, acțiune urmată de o tranziție bruscă într-un ecran negru. Altele, în urma rezolvării unei intrigi, se încheie printr-o scenă liniștită.

### Muzica
Lost prezintă muzică original compusă de Michael Giacchino, ale cărui compoziții sunt în principal orchestrale și conțin mai multe teme recurente pentru diferite evenimente și personaje. Coloana sonoră este interpretată de Hollywood Studio Symphony Orchestra. Compozitorul a dezvăluit că a obținut unele din sunetele folosite în serial cu ajutorul unor instrumente neobișnuite, de exemplu prin lovirea unor piese suspendate din fuselajul avionului. Pe 21 martie 2006, casa de discuri Varèse Sarabande a lansat coloana sonoră originală a primului sezon din Lost; aceasta conține versiuni complete ale unora dintre temele seriei, precum și sunetul de generic, compus de creatorul serialului, J.J. Abrams. Varèse Sarabande a lansat o coloană sonoră cu muzică din a doua serie Lost pe 3 octombrie 2006.
Cântecele comerciale au fost folosite rar în serial, dată fiind coloana sonoră în principal orchestrală, iar când acestea apar, își au originea într-o sursă diegetică, adică sunt generate de acțiunea unuia dintre personaje. Exemple în acest sens sunt diversele cântece auzite la CD player-ul portabil al lui Hurley pe parcursul primului sezon sau la pickup-ul din buncăr în cel de-al doilea sezon.

### Locații de filmare
Lost este filmat în întregime pe insula Oahu din Hawaii. Scenele originale de pe insulă din episodul pilot au fost filmate pe plaja Mokulē'ia, în apropiere de capul nord-vestic al insulei. Scenele ulterioare de pe plajă au loc în zone izolate de pe țărmul nordic. Scenele din peșteră din primul sezon au fost filmate pe un platou construit într-un fost depozit de materiale al companiei Xerox, care fusese părăsit după o crimă în masă din 1999, însă platourile și birourile au fost mutate ulterior la Hawaii Film Studio. Diverse zone urbane din zona orașului Honolulu sunt utilizate pentru a reprezenta locații din întreaga lume, printre care Los Angeles, New York, Iowa, Coreea de Sud, Irak, Nigeria, Anglia și Australia. De exemplu, scenele desfășurate la aeroportul din Sydney au fost filmate la Hawaii Convention Center, în timp ce un buncăr din perioada celui de-Al Doilea Război Mondial a fost utilizat pe post de bază a Gărzii Republicane Irakiene.

## Distribuția și personajele
Articol principal: Personaje din Lost
A doua serie a avut cincisprezece roluri principale, făcând din serial al doilea ca dimensiune a distribuției de la televiziunea de seară americană, după Neveste disperate. Deși o distribuție mare implică și costuri mari de producție, scenariștii beneficiază de o flexibilitate sporită în deciziile privitoare la desfășurarea acțiunii. Conform producătorului serialului, Bryan Burk, ” Poți avea mai multe interacțiuni între personaje și poți crea personaje mai diverse, mai multe povești de fundal, mai multe triunghiuri amoroase.”
În primul sezon au existat paisprezece roluri principale. Naveen Andrews a interpretat rolul fostului membru al Gărzii Republicane Irakiene,  Sayid Jarrah. Emilie de Ravin a jucat rolul australiencei însărcinate Claire Littleton. Matthew Fox a jucat rolul chirurgului Dr. Jack Shephard. Jorge Garcia l-a interpretat pe Hugo "Hurley" Reyes, un câștigător de loterie ghinionist. Maggie Grace a interpretat-o pe Shannon Rutherford, o fostă profesoară de dans. Josh Holloway a jucat rolul escrocului James "Sawyer" Ford. Yunjin Kim a interpretat-o pe Sun Kwon, fiica unui puternic om de afaceri coreean, iar Daniel Dae Kim, pe soțul ei, Jin-Soo Kwon. Evangeline Lilly a jucat rolul fugarei Kate Austen. Dominic Monaghan l-a interpretat pe dependentul de droguri, fostă vedetă rock Charlie Pace. Terry O'Quinn a jucat rolul misteriosului John Locke. Harold Perrineau l-a interpretat pe constructorul Michael Dawson, în timp ce tânărul Malcolm David Kelley l-a interpretat pe fiul acestuia, Walt Lloyd. Ian Somerhalder a jucat rolul lui Boone Carlyle, director al afacerii matrimoniale a mamei sale și frate al lui Shannon.
În decursul primelor două sezoane, unele personaje au fost „ucise” pentru a face loc altora, cu povești noi. Boone Carlyle a fost primul personaj principal care a murit în prima serie. Malcolm David Kelley și Alexandra Lange au apărut sporadic în urma evenimentelor din ultimul episod al primului sezon. În urma plecării lui Maggie Grace după șase episoade din al doilea sezon, au apărut printre personajele principale Adewale Akinnouye-Agbaje în rolul preotului catolic și fostului lider de gherilă nigerian "Dl." Eko, Michelle Rodriguez în rolul fostei polițiste Ana Lucia Cortez, iar Cynthia Watros a interpretat rolul psihologului Libby. Ana Lucia și Libby au fost ucise spre finalul seriei a doua, ca și Michael Dawson și Walt Lloyd, deși producătorii nu au infirmat posibilitatea ca aceștia să apară din nou în secvențe premergătoare cronologic evenimentelor de pe insulă sau chiar să se întoarcă fizic pe aceasta (în cazul lui Michael și Walt). Printre personajele secundare ale serialului se numără Rose Henderson, interpretată de L. Scott Caldwell și soțul ei, Bernard Nadler, interpretat de Sam Anderson, Danielle Rousseau, interpretată de Mira Furlan, doi dintre "Ceilalți", Ethan Rom și Tom, interpretați de William Mapother, respectiv M. C. Gainey, Christian Shephard, tatăl lui Jack, interpretat de John Terry și însoțitoarea de zbor Cindy Chandler, interpetată de Kimberley Joseph.
În al treilea sezon, au ajuns printre actorii principali Henry Ian Cusick, interpretându-l pe fostul soldat scoțian Desomnd David Hume, Michael Emerson în rolul lui Ben (cunoscut anterior sub numele de „Henry Gale”), liderul "Celorlalți." Trei noi actori și actrițe s-au alăturat distribuției: Elizabeth Mitchell, în rolul Julietei, Kiele Sanchez, în rolul lui Nikki, și Rodrigo Santoro, în rolul lui Paulo.
Sezonul patru l-a readus pe Harold Perrineau în rolul lui Michael Dawson, absent pentru tot sezonul trei. Alături de el, ca personaje principale au mai apărut Jeremy Davies în rolul Daniel Faraday, un fizician ciudat care este interesat de latura științifică a insulei, Ken Leung în rolul Miles Straume, un "mediu" care vorbește cu fantomele, și Rebecca Mader în rolul Charlotte Staples Lewis, un antropolog de succes. În schimb, personajul Claire Littleton a dispărut misterios, și nu a mai apărut nici în sezonul cinci. În finalul sezonului, Michael Dawson va ieși din serial.
În sezonul cinci nu a mai apărut niciun personaj principal, la capitolul personaje secundare fiind de amintit doar Saïd Taghmaoui și Zuleikha Robinson în rolurile Caesar și Ilana.

## Rezumate ale sezoanelor

### Sezonul 1
Articol principal: Lost (Sezonul 1)
Primul sezon a debutat în Statele Unite pe 22 septembrie 2004 și a constat în 24 de episoade. Supraviețuitorii prăbușirii zborului Oceanic 815 sunt naufragiați pe o insulă aparent pustie, fiind nevoiți să coopereze pentru a rămâne în viață. Supraviețuirea lor este pusă, însă, în pericol de entități misterioase, printre care se numără urși polari, o creatură nevăzută care bântuie jungla și locuitorii răuvoitori ai insulei, cunoscuți sub numele de „ceilalți”. Naufragiații se întâlnesc cu o franțuzoaică care naufragiase pe insulă cu șaisprezece ani în urmă și găsesc un chepeng misterios de metal îngropat în sol. Se încearcă părăsirea insulei pe o plută.

### Sezonul 2
Articol principal: Lost (Sezonul 2)
Al doilea sezon a debutat în Statele Unite și Canada pe 21 septembrie 2005 și a constat în 23 de episoade. Cea mai mare parte a poveștii, care continuă la 44 de zile după prăbușire, se axează pe conflictul principal dintre supraviețuitori și „ceilalți”, lupta dintre credință și știință fiind tema mai multor episoade. Deși sunt rezolvate unele mistere, apar noi întrebări. Sunt prezentate noi personaje, printre care supraviețuitorii din coada avionului și alți locuitori ai insulei. Sunt divulgate mai multe informații despre „mitologia” insulei și istoricul supraviețuitorilor. Este explorat chepengul, fiind dezvăluită existența Inițiativei DHARMA și a finanțatorului ei, Fundația Hanso. Pe măsură ce se dezvăluie adevărul despre misterioșii „Ceilalți”, unul dintre supraviețuitorii accidentului îi trădează pe ceilalți naufragiați, iar motivul aparent al prăbușirii avionului este dezvăluit...

### Sezonul 3
Articol principal: Lost (Sezonul 3)
Al treilea sezon a debutat în Statele Unite și Canada pe 4 octombrie 2006 și a conținut 23 de episoade, prezentate în două blocuri: o parte inițială, de toamnă, constând în șase episoade, și o a doua parte, constând în șaptesprezece episoade consecutive, începând cu februarie 2007. Firul narativ a fost reluat de la a 67-a zi după prăbușirea avionului. Apar noi personaje, atât în tabăra supraviețuitorilor, cât și în cea a „celorlalți”. Pe final, începe războiul dintre naufragiați și "Ceilalți", iar fiecare tabără are spioni din cealaltă. De asemenea, supraviețuitorii intră în contact cu echipajul trimis pentru a-i salva.

### Sezonul 4
Articol principal: Lost (Sezonul 4)
Sezonul patru a fost planificat să aibă 16 episoade, și să fie difuzat în America de Nord din ianuarie 2008. Din cauza grevei scenariștilor, sezonul a avut doar 14 episoade, 8 filmate înainte de grevă, șase după grevă. Acțiunea s-a concentrat asupra modului în care supraviețuitorii au reacționat față de echipajul navei "Kahana" sosit pe insulă, și cu plecarea de pe insulă a unui grup de naufragiați intitulat Oceanic Six. Din ultimul episod al sezonului precedent, și în marea majoritate a episoadelor acestui sezon, scenariștii au introdus în locul scenelor cu imagini din trecutul personajelor, imaginile din viitorul acestora.

### Sezonul 5
Articol principal: Lost (Sezonul 5)
Sezonul cinci a debutat în Statele Unite și Canada în ianuarie 2009 și a conținut 17 episoade. Prima parte a sezonului urmărește povestea naufragiaților rămași pe insulă, care călătoresc în timp în diverse perioade, până când se stabilizează în anul 1977, unde se înrolează în Inițiativa DHARMA. A doua parte prezintă povestea celor șase care părăsiseră insula, până la revenirea lor pe insulă, în urma unui alt accident al unui avion.

### Sezonul 6
Articol principal: Lost (Sezonul 6)
La data de 7 mai 2007, președintele companiei ABC Entertainment a anunțat că sezonul șase din Lost va fi și ultimul, iar ultimele trei sezoane vor avea în total 48 de episoade, fiecare câte 16. Din cauza grevei scenariștilor, sezonul 4 a avut doar 14 episoade, astfel că sezoanele 5 și 6 fuseseră inițial împărțite în câte 17. La 29 iunie 2009, producătorii au anunțat că ultimul sezon va avea un episod în plus, totalul ridicându-se la 18. Acestea au fost difuzate în Statele Unite ale Americii și Canada începând cu ianuarie 2010.

## Mitologie
Articol principal: Mitologia Lost
În paralel cu dezvoltarea personajelor, episoadele din Lost includ o serie de elemente misterioase, aparținând sferelor științifico-fantasticului și supranaturalului. Creatorii serialului se referă la acestea ca făcând parte din ”mitologia” Lost; ele sunt o sursa speculațiilor ample ale fanilor.
Printre elementele mitologice ale serialului se numără un „monstru” care bântuie aparent insula, un grup misterios de indigeni denumiți de supraviețuitori „Ceilalți”, o organizație numită Inițiativa DHARMA care a construit mai multe stații de cercetare pe insulă, un șir de numere care au apărut frecvent în viețile personajelor, atât în trecut, cât și în prezent, precum și numeroase conexiuni între personaje, majoritatea fiind necunoscute chiar protagoniștilor.

## Motive tematice
Articol principal: Motive în Lost
Există o serie de motive tematice recurente în Lost, care de multe ori nu au un impact direct asupra narațiunii, însă extind substratul literar și filosofic al serialului. Printre acestea se numără aparițiile frecvente ale contrastului dintre alb și negru, care reflectă dualismul interior al personajelor sau al situațiilor, ochii, care apar adesea în prim-plan la începutul episoadelor, problemele familiale, care se regăsesc în viețile marii majorități a personajelor, referiri la numeroase opere literare, inclusiv menționarea și discutarea explicită a anumitor romane. Există și multe aluzii la filosofie, fapt demonstrat clar prin numele anumitor personaje, inspirate de numele unor celebri gânditori, precum John Locke, Jean-Jacques Rousseau și David Hume, dar și ale unor scriitori, precum C. S. Lewis sau matematicieni (Hermann Minkowski).

## Teorii dezmințite
Nucleul serialului este o poveste complexă și criptică ce dă naștere la numeroase întrebări fără răspuns. Încurajați de scenariștii și actorii din Lost, care interacționează adesea cu fanii, atât telespectatorii, cât și criticii de televiziune au creat un număr mare de teorii, în încercarea de a rezolva misterele. Teoriile se referă în principal la natura insulei, la originile „monstrului” și ale „Celorlalți”, la semnificația numerelor și la motivul prăbușirii avionului și al supraviețuirii anumitor personaje.
Câteva dintre cele mai răspândite teorii ale fanilor au fost discutate și respinse de creatorii serialului, cea mai celebră fiind teoria conform căreia protagoniștii sunt de fapt morți sau se află în Purgatoriu. Aceasta a fost negată în mod explicit de J.J. Abrams și a fost respinsă și prin ultimul episod al celui de-al doilea sezon. Alte teorii pe care creatorii le-au dezmințit sunt cele care spun că naufragiații au sau vor avea de-a face cu extratereștrii, nave spațiale sau călătorii în timp sau că toată acțiunea are loc în mintea unuia dintre personaje.
Carlton Cuse a dezmințit teoria conform căreia insula este o emisiune de tip reality TV, iar personajele sunt, fără să știe, concurenți, în timp ce Damon Lindelof a negat și teoria conform căreia „monstrul” este un nor de nanoroboți, asemenea celui din romanul Prey, scris de Michael Crichton.
Însă una dintre teoriile discreditate anterior de producători, cea a călătoriilor în timp, a fost incorporată în serial, deși fusese negată cu îndârjire.

## Premii
Încă din primul sezon, Lost a atras atenția criticilor, și în 2005, la Premiile Emmy, a câștigat premiul pentru Cel mai bun serial dramatic, iar J. J. Abrams a primit premiul pentru Cel mai bun regizor. De asemenea, Terry O'Quinn și Naveen Andrews au fost nominalizați pentru Cel mai bun actor într-un rol secundar. În 2008, Terry O'Quinn avea să câștige acest premiu, în același an fiind nominalizat la această categorie și Michael Emerson.
În 2006, a primit Globul de Aur pentru Cel mai bun serial TV – Dramă, categorie la care a mai fost nominalizat în 2005 și 2007. Tot la Globurile de Aur, în 2005, Matthew Fox și Naveen Andrews au fost nominalizați la Cel mai bun actor de televiziune – Dramă, respectiv Cel mai bun actor în rol secundar într-o miniserie sau film de televiziune. În 2007, Evangeline Lilly a fost nominalizată la categoria Cea mai bună actriță de televiziune – Dramă.
Lost a mai primit Premiul BAFTA pentru Cel mai bun import din Statele Unite, în anul 2005. În același an, Lost a fost laureat cu Premiul Cel mai bun scenariu într-un serial dramatic la Premiile Sindicatului Scenariștilor, Cea mai bună producție TV la Premiile Sindicatului Producătorilor, cea mai bună regie într-un program de televiziune la Premiile Sindicatului Regizorilor, și cea mai bună distribuție, la Premiile Sindicatului Actorilor.